# Łukawica (Święty Krzyż)
Łukawica is een dorp in de Poolse woiwodschap Święty Krzyż. De plaats maakt deel uit van de gemeente Staszów en telt 287 inwoners.